# Kraszna (comitat)
Pour les articles homonymes, voir Crasna.
Le comitat de Kraszna est un ancien comitat du royaume de Hongrie, en Transylvanie, actuelle Roumanie. Il tire son nom de la rivière Kraszna. Son chef-lieu était Szilágysomlyó (Șimleu Silvaniei aujourd'hui).
Il fut fusionné en 1876 avec le comitat de Közép-Szolnok pour former le comitat de Szilágy (Szilágymegye en hongrois).